# Lina Khalifeh
Lina Khalifeh, 1986, jordaniana, especialista em Artes Marciais e fundadora do SheFighter.
Lina fundou o SheFighter em 2012, o primeiro estúdio de autodefesa para mulheres no Oriente Médio, o qual já treinou mais de 18.000 mulheres pelo mundo. O estúdio capacita mulheres fisicamente, mentalmente e emocionalmente por meio da autodefesa, e tem buscado alcançar a igualdade de gênero através da conscientização de alunos nas escolas, focando na inteligência física por meio das artes marciais, esportes e defesa pessoal.
Lina também trabalhou por quatro anos como gerente de marketing na empresa de sua família na Jordânia, onde fabricava itens educacionais (quadros brancos, quadros pretos, quadros eletrônicos etc.) e os comercializava no exterior.

## Conquistas
Em 2015 foi reconhecida pelo presidente Barack Obama, durante seu discurso na Casa Branca. Khalifeh foi reconhecida como uma das 100 mulheres da BBC no ano 2017.
Algumas das muitas conferências em que Lina foi convidada a falar:
The Business of Fashion Summit 2019, The Economic World Forum 2019, Women in the World Summit 2019, Dragon Fly 2019 Thailand, European Development Summit 2018, European Parliament 2015, One Young World 2016, Concordia Summit (Virtual) 2020, Los Angeles Tribunate (Virtual) 2020 e Banco BMO (Virtual) 2020. Ela também foi selecionada pelo programa She Entrepreneur para apresentar seu trabalho à família real sueca. Foi uma das "líderes de mudança social" apresentadas por Barack Obama na casa branca. Khalifeh também foi apresentada na conferência TED como parte das conferências TEDWomen para falar sobre seu trabalho.